# عم حح
في الميثولوجيا المصرية، كان عم حح أو عمحيح إلهًا ثانويًا من العالم السفلي.اسمه يعني «بالع الملايين». كان يصور على أنه رجل مع رأس كلب يعيش في بحيرة النار. لا يمكن السيطرة علي أمحيح إلا من قبل الإله أتوم .
أحيانًا يوجد خلط بينه وبين عميمت، فهو مخلوق آخر من العالم السفلي :رأسه رأس تمساح، وصدره صدر أسد، وبدنه جسم فرس النهر . بحسب معتقدات قدماء المصريين كان الشخص الذي لا يجتاز قلبه امتحان الوزن (ريشة ماعت رمز الحقيقة والعدل ) أمام أنوبيس وتحوت ، يلقي بقلبه إلى عميمت تلتهمه وتكون هذه هي نهاية صاحبه إلى الأبد.